# منتخب جنوب أوسيتيا لكرة القدم

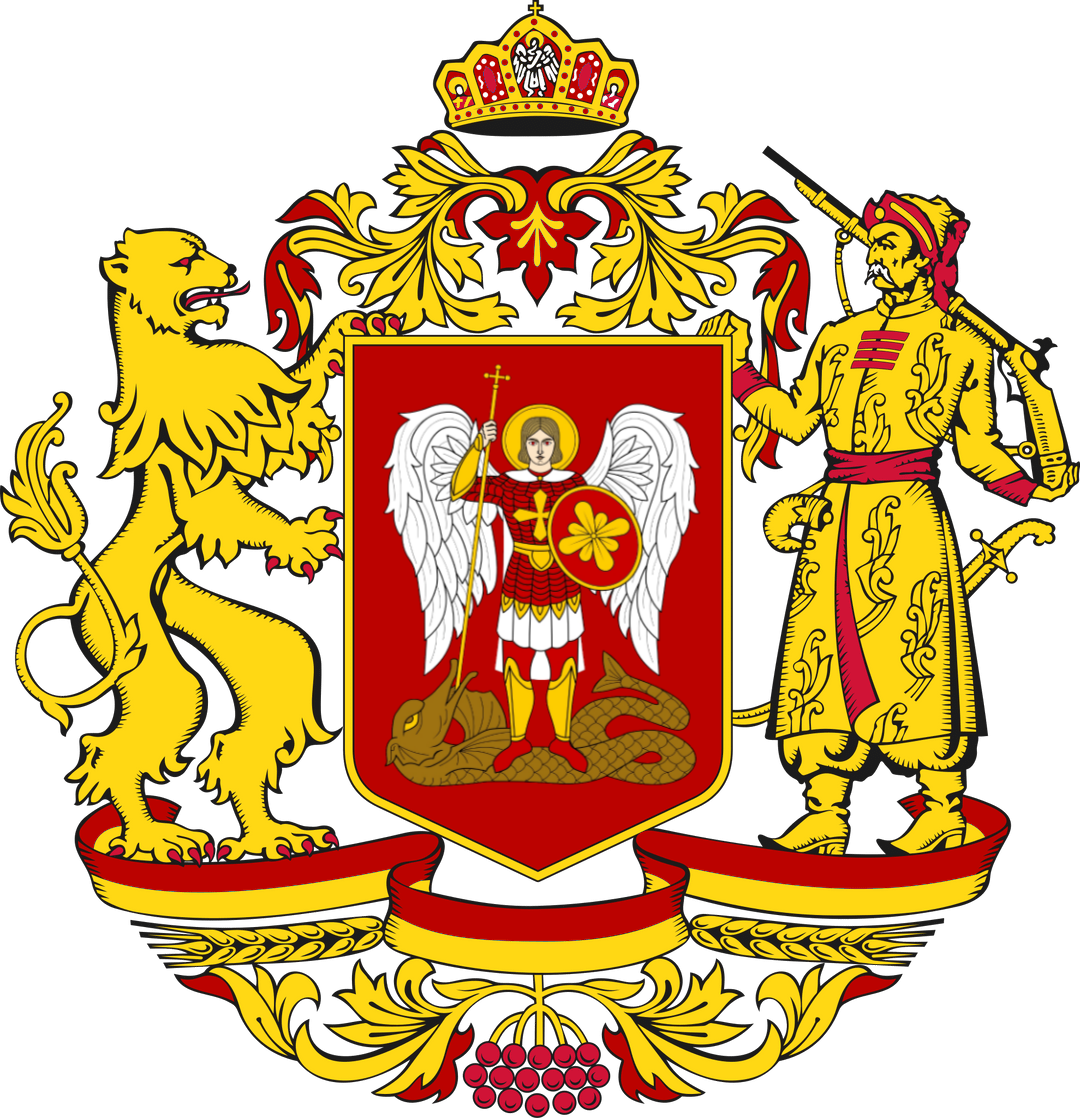
إعادة تصميم شعار أوسيتيا الجنوبية

منتخب جنوب أوسيتيا لكرة القدم هو المنتخب الذي يمثل جنوب أوسيتيا في منافسات كرة القدم الغير معترف بها، وهذا المنتخب لا ينافس بمنافسات الفيفا و الويفا، أول منتخب واجهه هو منتخب أبخازيا لكرة القدم في سنة 2013، شارك في كأس العالم للأقاليم وفاز بالمركز الرابع في بطولة 2014.